# 2018 aux Fidji
Cet article présente les faits marquants de l'année 2018 aux Fidji.

## Évènements

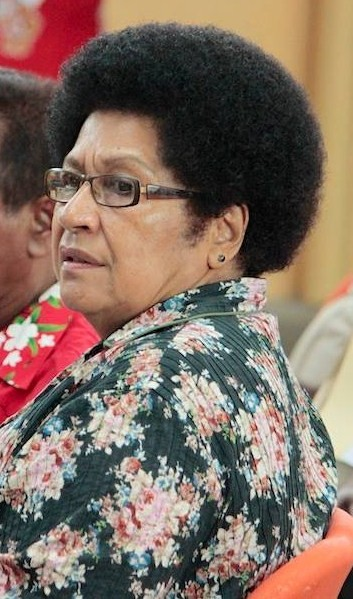
Jiko Luveni, présidente du Parlement des Fidji, morte en décembre.

- 31 mars : Le cyclone Josie frappe les Fidji, faisant quatre morts et provoquant d'importantes inondations[1].
- 16 juin : L'équipe des Fidji de rugby à XV remporte la Coupe des nations du Pacifique de 2018 à domicile, sa quatrième victoire consécutive à cette compétition[2].
- 19 août : Séisme près de l'île de Lakeba.
- 31 août : Le Parlement réélit le président de la République, Jioji Konrote, à un nouveau mandat de trois ans. L'opposition parlementaire proteste que cette réélection est prématurée, le mandat du président ne s'achevant qu'en novembre, et le parti Sodelpa refuse de prendre part au vote[3].
- 16 septembre : Mort de Ratu Jone Kubuabola (âgé de 72 ans), ancien gouverneur de la Banque de Réserve des Fidji, et ministre des Finances de 2000 à 2006[4].
- 14 novembre : élections législatives. Le parti Fidji d'abord conserve une courte majorité absolue des sièges. Frank Bainimarama demeure Premier ministre.
- 22 décembre : Mort de Jiko Luveni (née v. 1946), présidente du Parlement (en fonction)[5].